# Günter Köster
Günter Köster (* 27. April 1917 in Hannover; † 22. Oktober 1997 in Frankfurt am Main) war ein deutscher Leichtathlet.
Er wurde bei den Deutschen Juniorenmeisterschaften 1937 Vierter über 100 Meter. Im Erwachsenenbereich lief er 1938 mit der 4-mal-100-Meter-Staffel des Post-SV Mannheim deutsche Jahresbestzeit in 41,6 s. Im selben Jahr gewann er mit der Staffel (Heinrich Herrwerth, Günter Köster, Willi Garrecht, Karl Neckermann) bei den Deutschen Meisterschaften in Breslau Bronze. Im Jahr darauf konnte die Mannheimer Staffel (Siegfried Schmitt, Heinrich Herrwerth, Feuerstein, Günter Köster) in 42,4 s den Deutschen Meistertitel gewinnen. Außerdem nahm er 1939 an den Universitätsweltmeisterschaften teil und gewann dort mit der Staffel Gold und kam über 200 Meter auf den vierten Platz.
Köster startete für den Post-SV Mannheim und Eintracht Frankfurt. Er war Ingenieur und stieß nach dem Zweiten Weltkrieg den Bau der ersten Hallen-Leichtathletik-Bahn in Frankfurt an, wo 1954 die ersten Deutschen Hallenmeisterschaften ausgerichtet wurden.

## Persönliche Bestleistungen
- 100 Meter: 10,7 s, 1. August 1937 in Braunschweig
- 200 Meter: 21,6 s, 24. Juni 1939 in Mannheim